# Estación Iyonakayama

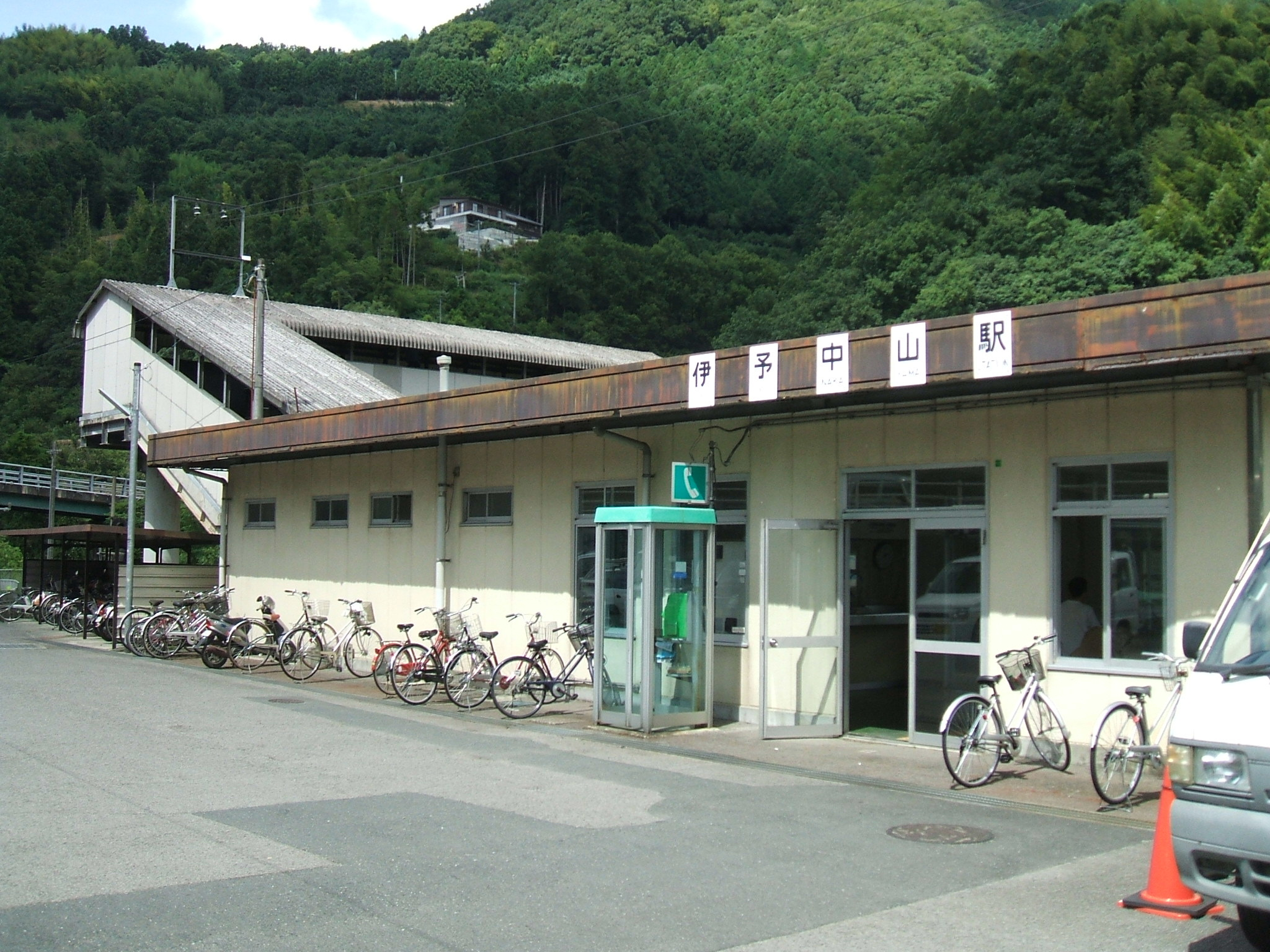
La estación Iyonakayama en 2008.

La estación Iyonakayama (伊予中山駅 Iyonakayama-eki?) es una estación de la Línea Yosan de la Japan Railways que se encuentra en la ciudad de Iyo de la prefectura de Ehime. El código de estación es el "U08".

## Características
Entre esta estación y la estación IyoOohira se encuentra el Túnel Inuyose (犬寄トンネル Inuyose-tonneru?), el túnel más extenso de la división Shikoku de la Japan Railways.
En una época fue una parada obligada para los servicios rápidos, pero dado que se encontraba en una zona alejada del centro urbano, fue perdiendo esta condición. En la actualidad sólo se detiene un servicio diario por cada sentido.
La plataforma posee un largo equivalente al de 8 vagones.

## Estación de pasajeros
Cuenta con dos plataformas, entre las cuales se encuentran las vías. Cada plataforma cuenta con un andén (andenes 1 y 2). El andén 1 es el principal y los servicios rápidos utiliza el andén 2. 

### Andenes
| 1 | ● Línea Yosan | Hacia Iyo y Matsuyama |
| 1 | ● Línea Yosan | Hacia Uchiko, Oozu, Yawatahama y Uwajima |
| 2 | ● Línea Yosan | Hacia Iyo, Matsuyama, Hōjō, Imabari, Nyūgawa, Saijō, Niihama, Iyomishima, Kawanoe, Kanonji, Sakaide y Takamatsu (los servicios rápidos no se detienen) |
| 2 | ● Línea Yosan | Hacia Uchiko, Ōzu, Yawatahama y Uwajima (los servicios rápidos no se detienen)                                                                         |

## Alrededores de la estación
- Ruta Nacional 56
- Mercado de Nakayama

## Historia
- 1986: el 3 de marzo se inaugura la estación Iyonakayama.
- 1987: el 1° de abril pasa a ser una estación de la división Ferrocarriles de Pasajeros de Shikoku de la Japan Railways.

## Estación anterior y posterior
- Línea Yosan 
  - Estación IyoŌhira (U07)  <<  Estación Iyonakayama (U08)  >>  Estación Iyotachikawa (U09)